# Bufo (bier)
Bufo is een Belgisch bier van hoge gisting.
Het bier wordt gebrouwen in Brouwerij Anders! te Halen in opdracht van Gageleer cvba-so. 
Het is een blond biologisch bier met een alcoholpercentage van 4,8%. Bufo werd gelanceerd in juni 2013. Eerder verkocht Gageleer cvba-so een bier met minder alcohol onder de naam Belval ten voordele van een natuurproject in Belval-en-Argonne (Frankrijk). Om problemen met de naam te vermijden besloot de cvba de naam Belval niet langer te gebruiken. In plaats daarvan werd gekozen voor de naam Bufo en het recept werd ook aangepast. Sindsdien wordt het bier niet meer gebrouwen bij De Proefbrouwerij maar bij Brouwerij Anders! in Halen.
De opbrengst van het bier is bestemd voor de aankoop van natuurreservaten voor Natuurpunt.